# تيم سكوت (لاعب كرة قاعدة)
تيم سكوت (بالإنجليزية: Tim Scott)‏ هو لاعب كرة قاعدة أمريكي، ولد في 16 نوفمبر 1966 في هانفورد في الولايات المتحدة.

## وصلات خارجية
- تيم سكوت على موقعبيزبول رفرنس.كوم (الدوري الرئيسي) (الإنجليزية)
- تيم سكوت على موقعبيزبول رفرنس.كوم (الدوري الثانوي) (الإنجليزية)
- تيم سكوت على موقع مشجعي الرسوم البيانية (الإنجليزية)